# Россохин, Иларион Калинович
Иларион Калинович Россохин или Рассохин (1707 или 1717 — 1761) — русский китаевед, переводчик с китайского языка.

## Жизнеописание
Состоял при российской пекинской миссии для изучения языков китайского, монгольского и маньчжурского и для перевода документов. Прибыв в Санкт-Петербург (ок. 1745 г.), Россохин был назначен переводчиком при Академии наук и преподавателем восточных языков в академической гимназии. Здесь он вместе с Леонтьевым перевёл на русский язык несколько китайских и маньчжурских книг, в том числе «Разговоры» и «Манджурскую историю», оставшиеся ненапечатанными. Напечатал в «Ежемесячных сочинениях» Миллера за 1761 г. поправки известий Дюгальда о китайской шелковой промышленности и несколько других статей.

## Источник
- Рудаков В. Е. Рассохин, Иларион Калинович // Энциклопедический словарь Брокгауза и Ефрона : в 86 т. (82 т. и 4 доп.). — СПб., 1890—1907.